# ビジネスプロデューサー
ビジネスプロデューサー（英:Business Producer)とは、顧客や所属する企業が求めているであろう新しい価値観を伴った新規事業を立ち上げ、継続できる新しいビジネスモデルを構築する職業であるという。

団体としては、2011年発足の日本ビジネスプロデューサー協会がある。発足の主旨は、プロデューサーという名称を使っている方々に共通する「斬新なアイディア」こそが日本には必要との考えからビジネスプロデューサー達のネットワーク化を行い、より多くの人たちにビジネスプロデューサーという存在を知ってもらうためのブランディングを図る目的とされている。